# Levitha
Levitha (griechisch Λέβιθα [ˈlɛviθa] (n. pl.)) ist eine nur von einer Familie bewohnte griechische Insel der Gemeinde Leros in der Region Südliche Ägäis.

## Geographie
Levitha gehört zu einer Gruppe sechs kleiner Inseln und einiger Felseninseln, die zwischen den Dodekanesinseln Leros und Kalymnos im Osten und der Kykladeninsel Amorgos im Westen liegen. Südlich liegt Astypalea. Neben Levitha besteht diese Inselgruppe aus den beiden Mavra-Inseln, Glaros, Kinaros und Plaka.
Die Insel hat eine Fläche von 9,121 km² und erreicht im Zentrum mit der Vardia (Βάρδια ‚Wache‘) eine Höhe von 130 Meter. Am Akra Spano, dem östlichsten Punkt der Insel, steht ein Leuchtturm. Die Küste der Insel ist stark zerklüftet, auf der Südseite befinden sich zwei größere Buchten, die als natürliche Ankerplätze Schutz vor nördlichen Winden bieten und deshalb bei Seglern beliebt sind. Nahe der östlichen Bucht befindet sich die kleine Siedlung. Die typischen Pflanzen der Macchia und Phrygana bestimmen das Landschaftsbild.

## Geschichte
In der Antike war die Insel unter dem Namen Lebinthos (Λέβινθος), der vorgriechischen Ursprungs ist, bekannt.
Alte Gebäude wurden nachgewiesen, die offenbar im Zusammenhang mit der Entwicklung eines kleinen Fischerdorfes standen. Während der römischen Periode diente Lebinthos aufgrund ihrer Abgelegenheit als Exilort.
Lebinthos wird von dem römischen Dichter Ovid in zwei seiner Werke gleichlautend erwähnt:
In der Ars amatoria (II, 81) und in den Metamorphosen (VIII, 222), im Zusammenhang mit der Sage von Dädalus und Ikarus. Im Verlauf der Flucht aus Kreta überfliegen Vater und Sohn eine Reihe von Inseln, unter ihnen wird Lebinthos genannt: „… zur rechten Hand war Lebinthos …“ („… dextra Lebinthos erat …“). Man darf annehmen, dass Ovid in einer Bibliothek Roms bei der Auswahl der ägäischen Inseln, die den Fluchtweg der beiden „ersten Flieger der Menschheit“ markieren, ein „Lexikon“ oder eine geografische Karte verwendete und diesen seltenen Namen als „poeta doctus“ daraus entnommen hat.
Lebinthos wird ebenfalls erwähnt bei Strabon, Geographie (10.5.12)

### Levitha heute
Auf der Insel lebt in 8. Generation eine Familie, die versucht ihr Leben an ökologischem Verhalten auszurichten und dabei die traditionellen Lebens- und Anbaumethoden mit der Nutzung erneuerbarer Energien zu verbinden. Zur Eigenversorgung und Verkauf betreiben sie Landwirtschaft und halten Ziegen ( 2017 650 Tiere), eine Photovoltaikanlage dient der Stromversorgung. Die Einkünfte aus einer Taverne für die in der Bucht anlegenden Boote dient der Einkommensaufbesserung.
| Jahr      | 1947 | 1951 | 1961 | 1971 | 1981 | 1991 | 2001 | 2011 |
| --------- | ---- | ---- | ---- | ---- | ---- | ---- | ---- | ---- |
| Einwohner | 12   | 8    | 7    | –    | 4    | –    | 8    | 0    |

## Naturschutz
Levitha ist Teil des Natura-2000-Gebiets GR 4220012 Nordamorgos, Kinaros, Levitha, Mavria und Glaros (Βόρεια Αμοργός και Κύναρο, Λέβιθα, Μαυριά και Γλάρος), da es Vorkommen von Mönchsrobben, Kaspischen Bachschildkröten und Vierstreifennattern gibt, und zugleich als Teil des Important Bird Areas GR 163 Kinaros and Levitha Islands and rocky Islets (Κίναρος, Λέβιθα και βραχονησίδες) eingestuft, da die Inseln von Eleonorenfalken und Korallenmöwen als Nistplätze aufgesucht werden.